# جسر مصلي
جسر مصلي (بالفارسية: پل مصلی) هو جسر تاريخي يعود إلى عصر القاجاريون، ويقع في مقاطعة بروجن.